# Cultuurprofielschool
Een cultuurprofielschool is een Nederlandse onderwijsinstelling voor voortgezet en primair onderwijs die kunst- en cultuuronderwijs als profilering heeft vastgelegd in het schoolplan en het cultuurprofielplan. Cultuurprofielscholen zijn vergelijkbaar met Technasia en Lootscholen die zich respectievelijk op techniek of sport profileren. Scholen kunnen meerdere profielen aanbieden. De cultuurprofielscholen zijn verenigd in de Vereniging CultuurProfielScholen (VCPS).

## Geschiedenis
In 2004 deed het ministerie van OC&W een oproep aan scholen om zich aan te melden voor aanvullende financiering voor een pilot met cultuurprofielscholen. In totaal 106 scholen reageerden hier op.
Op 22 november 2007 werd de Vereniging CultuurProfielscholen Voortgezet Onderwijs (VCPS-VO) opgericht, die van start ging met 23 scholen. In 2016 werd met steun van de VCPS-VO en het Fonds voor Cultuurparticipatie een aparte vereniging opgericht voor het basisonderwijs: VCPS-PO.  
In 2017 werd de Antoine Gerrits Award ingesteld, ter ere van een van de oprichters van de VCPS. De prijs wordt verstrekt bij een cultuurwedstrijd voor jongeren die actief bezig zijn binnen een van de vormen – of mixvormen – van beeldende kunst, design, fotografie, theater, cabaret, muziek, film, dans, literatuur of media.
In april 2019 verscheen een rapport van de onderwijsinspectie over de stand van zaken van het onderwijs, waarbij zorgen geuit werden rondom de diverse profileringen. Het bleek niet altijd duidelijk waarom een school voor een bepaald profiel koos, het schortte dikwijls aan een goede evaluatie van de resultaten, en de variatie in het onderwijsaanbod en het vele maatwerk beperkt het zicht op de kwaliteit van het onderwijs.
In juli 2022 waren 50 scholen uit het Voortgezet Onderwijs en 20 uit het Primair Onderwijs aangesloten bij de vereniging.

## Werkwijze
De visie van cultuurprofielscholen is om kunst- en cultuuronderwijs voor alle leerlingen in Nederland, in het bijzonder de leerlingen op de scholen van de leden versterkt toegankelijk te maken. Het cultuurprofiel is een invulling van kunst- en cultuuronderwijs waarbij de school keuzes maakt in het onderwijsbeleid en de inhoud en uitvoering, die vervolgens worden vastgelegd in het schoolplan en het cultuurprofielplan. 
Een cultuurprofielschool dient zich te houden aan de volgende voorwaarden:
- aanbieden van een rijk kunst- en cultuurprogramma en leeromgeving;
- een structurele verbinding leggen tussen het kunst- en cultuuronderwijs en de andere leergebieden;
- samenwerking met kunstenaars en kunst- en cultuurinstellingen buiten de school;
- geld uittrekken voor het kunst- en cultuuronderwijs;
- regelmatig evalueren van het onderwijsplan.

De VCPS heeft haar visie op kunst- en cultuuronderwijs vastgelegd in een Manifest. De VCPS-VO wordt bestuurd door 6-8 leden, de VCPS-PO door 6 leden. Een onafhankelijke commissie van aanbeveling en advies bestaat uit experts uit het brede veld van onderwijs, de kunst- en de cultuursector, industrie, politiek en het maatschappelijk-sociale domein. Deze commissie informeert en adviseert het bestuur.

### Missie en Motto
De missie van de VCPS: 'Wij gaan voor rijk kunst- en cultuuronderwijs voor alle leerlingen in Nederland en voor leerlingen op onze scholen in het bijzonder'. 
Het motto van de VCPS is ‘Cultuur leert Anders’. De leerlingen op een cultuurprofielschool bouwen aan hun identiteit via kunst en cultuur. Cultuurprofielscholen, dus de leden van de vereniging, hebben de overtuiging dat kunst en cultuur een onmiskenbare bijdrage leveren aan de ontwikkeling van jonge mensen en een belangrijke voorwaarde zijn voor succesvol leren.

### Kwaliteitskeurmerk
De kwaliteit van het onderwijs wordt getoetst op basis van door de cultuurprofielscholen gezamenlijk opgestelde criteria en voldoet aan de eisen van het keurmerk Erkende CultuurProfielScholen van de VCPS. Na een toetredingsvisitatie van deskundigen en leerlingen van andere cultuurscholen vindt er om de vier jaar een periodieke visitatie plaats door een visitatiecommissie om het keurmerk te bestendigen. De vereniging heeft de daarbij gebruikte visitatietools in samenwerking met leden en onderwijsexperts van KPC en SLO ontwikkeld. De visitatietool is vervolgens getoetst door het Kohnstamm Instituut.
De toekenning van het certificaat wordt publiek zichtbaar gemaakt middels een muurplaat op de gevel van de school.
Het mogen gebruiken van de titel Erkende CultuurProfielSchool is enkel voorbehouden aan leden van de vereniging en staat geregistreerd als beschermd kwaliteitskeurmerk.

### Beeldmerk
In het logo van de VCPS is de Mens van Vitruvius van Leonardo da Vinci gebruikt. Deze afbeelding combineert de mens in al zijn verschijningsvormen, zowel wiskundig, filosofisch, religieus als ook artistiek. De kleur van de vereniging is koningsblauw.